# Vrh, Kraljevo
Vrh (izvirno srbsko Врх) je naselje v Srbiji, ki upravno spada pod Občino Kraljevo; slednja pa je del Raškega upravnega okraja.

## Demografija
V naselju, katerega izvirno (srbsko-cirilično) ime je Врх, živi 87 polnoletnih prebivalcev, pri čemer je njihova povprečna starost 49,0 let (49,0 pri moških in 48,9 pri ženskah). Naselje ima 33 gospodinjstev, pri čemer je povprečno število članov na gospodinjstvo 2,85.
To naselje je, glede na rezultate popisa iz leta 2002, večinoma srbsko.
|  |

| Demografija | Demografija     | Demografija     |
| Leto        | Št. prebivalcev | Št. prebivalcev |
| ----------- | --------------- | --------------- |
|             |                 |                 |
|             |                 |                 |
|             |                 |                 |
|             |                 |                 |
| 1948        | 283             |                 |
| 1953        | 290             |                 |
| 1961        | 251             |                 |
| 1971        | 213             |                 |
| 1981        | 167             |                 |
| 1991        | 127             | 124             |
| 2002        | 94              | 94              |
|             |                 |                 |

| Etnična sestava po popisu iz leta 2002 | Etnična sestava po popisu iz leta 2002 | Etnična sestava po popisu iz leta 2002 | Etnična sestava po popisu iz leta 2002 | Etnična sestava po popisu iz leta 2002 |
| -------------------------------------- | -------------------------------------- | -------------------------------------- | -------------------------------------- | -------------------------------------- |
| Srbi                                   | Srbi                                   |                                        | 93                                     | 98,93%                                 |
| Neznano                                | Neznano                                |                                        | 1                                      | 1,06%                                  |